# 栾克军
栾克军（1960年6月—），男，甘肃平凉人，中华人民共和国政治人物。中共甘肃省委党校政治经济学专业毕业，研究生学历，高级经济师。曾任中共兰州市委副书记、兰州市人民政府市长。中国共产党甘肃省第十二次代表大会代表。

## 生平
1960年6月生于甘肃平凉。1978年12月进入华亭煤业（原华亭矿区筹建处、华亭矿务局、华亭矿管会）工作，历任省煤炭第四工程处总务科干事、华亭矿务局工程处劳资科干事、副科长、团委副书记、劳动人事处副处长、销售运输公司副经理、经理、党总支书记、华亭矿务局副主任、党委委员、华亭煤业副总经理（其间：1986年6月加入中国共产党；1986年至1988年在中国行政函授大学劳动系劳动管理专业学习；1990年至1991年在北京煤炭干部学院企管系企业管理专业学习；1992年至1995年中央党校函授学院经济管理专业大专班学习；1997年至1999年中央党校函授学院经济管理专业本科班学习）。
2002年6月由商转政，任甘肃张掖地区行署副专员、党组成员。张掖地区撤地改市后，任张掖市人民政府副市长、常委副市长、市长（其间：2001年至2004年甘肃省委党校政治经济学专业研究生班学习；2001年至2004年兰州大学区域经济专业研究生课程进修班学习）。2012年11月，调庆阳市，任市委副书记、市长，2014年10月任庆阳市委书记。2016年10月经时任甘肃省委书记王三运举荐，出任兰州市委副书记、代市长，两个月后当选兰州市市长。
2017年7月19日，栾克军在媒体报道中最后一次公开露面后，其行踪便未见诸媒体。直至2017年11月29日，中共甘肃省纪委发布消息称，栾克军涉嫌严重违纪，正在接受组织审查，成为继陆武成、虞海燕后，中共十八大后落马的第三位兰州市主官。有知情人透露，栾克军或事涉庆阳。有庆阳官员曾设“小金库”，向甘肃省委官员行贿。而栾克军调任庆阳后，并未及时制止“小金库”，还将手伸入其中。
2018年12月27日，甘肃省白银市中级人民法院以栾克军犯受贿罪判处其有期徒刑11年，并科罚金人民币100万元。并没收其不法所得，上缴国库。栾克军当庭表示不上诉，全案定谳。